# Чарли Кауфман
Чарли Кауфман е американски сценарист, режисьор и филмов продуцент.

## Биография
Роден е на 19 ноември 1958 г. в Ню Йорк. Отраства в Масапекуа и завършва гимназия в Западен Хартфорд, Кънектикът. Посещава Бостънския университет, а след това се прехвърля в Нюйоркския университет, където учи филмово изкуство.

## Филмография
| Година | Заглавие                                                              | Режисьор | Сценарист | Продуцент | Бележки              |
| ------ | --------------------------------------------------------------------- | -------- | --------- | --------- | -------------------- |
| 1999   | „Да бъдеш Джон Малкович“ (Being John Malkovich)                       |          | да        |           |                      |
| 2001   | „Human Nature“                                                        |          | да        | да        |                      |
| 2002   | „Адаптация.“ (Adaptation)                                             |          | да        |           |                      |
| 2002   | „Самопризнанията на един опасен ум“ (Confessions of a Dangerous Mind) |          | да        |           |                      |
| 2004   | „Блясъкът на чистия ум“ (Eternal Sunshine of the Spotless Mind)       |          | да        |           |                      |
| 2008   | „Синекдоха, Ню Йорк“                                                  | да       | да        | да        |                      |
| 2015   | „Аномалиса“ (Anomalisa)                                               | да       | да        | да        | стоп-моушън анимация |

## Награди и номинации
| Продукция                | Дата                | Награда                              | Резултат  |
| Оскар                    | Оскар               | Оскар                                | Оскар     |
| ------------------------ | ------------------- | ------------------------------------ | --------- |
| „Да бъдеш Джон Малкович“ | 26 март 2000 г.     | Най-добър оригинален сценарий        | номинация |
| „Адаптация.“             | 23 март 2003 г.     | Най-добър адаптиран сценарий         | номинация |
| „Блясъкът на чистия ум“  | 27 февруари 2005 г. | Най-добър оригинален сценарий        | награда   |
| Награда на БАФТА         |                     |                                      |           |
| „Да бъдеш Джон Малкович“ | 9 април 2000 г.     | Най-добър оригинален сценарий        | награда   |
| „Адаптация.“             | 23 февруари 2003 г. | Най-добър адаптиран сценарий         | награда   |
| „Блясъкът на чистия ум“  | 12 февруари 2005 г. | Най-добър оригинален сценарий        | награда   |
| Златен глобус            |                     |                                      |           |
| „Да бъдеш Джон Малкович“ | 23 януари 2000 г.   | Най-добър сценарий                   | номинация |
| „Адаптация.“             | 19 януари 2003 г.   | Най-добър сценарий                   | номинация |
| „Блясъкът на чистия ум“  | 16 януари 2005 г.   | Най-добър сценарий                   | номинация |
| Сателит                  |                     |                                      |           |
| „Да бъдеш Джон Малкович“ | 16 януари 2000 г.   | Най-добър оригинален сценарий        | номинация |
| „Адаптация.“             | 12 януари 2003 г.   | Най-добър адаптиран сценарий         | награда   |
| Хюго                     |                     |                                      |           |
| „Да бъдеш Джон Малкович“ | 2000 г.             | Най-добра драматизация               | номинация |
| „Блясъкът на чистия ум“  | 2005 г.             | Най-добра драматизация (дълга форма) | номинация |
| Небюла                   |                     |                                      |           |
| „Да бъдеш Джон Малкович“ | 2000 г.             | Най-добър сценарий                   | номинация |
| „Блясъкът на чистия ум“  | 2005 г.             | Най-добър сценарий                   | номинация |
| Сатурн                   |                     |                                      |           |
| „Да бъдеш Джон Малкович“ | 6 юни 2000 г.       | Най-добър сценарий                   | награда   |
| „Блясъкът на чистия ум“  | 3 май 2005 г.       | Най-добър сценарий                   | номинация |